# Piletocera ruficeps
Piletocera ruficeps là một loài bướm đêm trong họ Crambidae.